# Crepidochares austrina
Crepidochares austrina är en fjärilsart som beskrevs av Davis 1990. Crepidochares austrina ingår i släktet Crepidochares och familjen Eriocottidae. Inga underarter finns listade i Catalogue of Life.